# Lachlan Murdoch (homme d’affaires)
Pour les articles homonymes, voir Lachlan Murdoch et Murdoch.
Lachlan Keith Murdoch (né le 8 septembre 1971) est un homme d'affaires anglo-américain et héritier du magnat des médias Rupert Murdoch. Il est président exécutif de Nova Entertainment ainsi que de News Corp et président exécutif et PDG de Fox Corporation.
Murdoch est né le 8 septembre 1971 à Wimbledon, dans la banlieue de Londres, il est le fils aîné du magnat des médias américain d'origine australienne Rupert Murdoch, et de son ex-épouse, la journaliste et auteure écossaise Anna Maria dePeyster (née Torv) . Il grandit à New York, où son père est propriétaire du New York Post . Après une scolarité dans des écoles privées, il obtient en 1994 un baccalauréat en philosophie de l'Université de Princeton. À Princeton, il étudie la philosophie avec la philosophe française Béatrice Longuenesse et avec Alan Hajek.

## Carrière
À l'âge de 22 ans, Murdoch suit son père en Australie et est nommé directeur général de Queensland Newspapers, l'éditeur de Brisbane de The Courier-Mail. Un an plus tard, il devient rédacteur en chef du premier journal national d'Australie, The Australian. En 1995, il devient PDG adjoint de News Limited et en 1996 directeur exécutif de News Corporation. Dans le même temps, Murdoch investit personnellement dans des sociétés de médias, notamment dans la start-up One.Tel, avec laquelle il fait ensuite faillite. Il a également investi dans la société de publicité REA Group et dans l'Australian National Rugby League. La société REA devient ensuite leader du marché australien de la publicité immobilière en ligne et est valorisée pour plusieurs milliards de dollars.
En juillet 2005, Murdoch, alors âgé de 33 ans, démissionne subitement de son poste de cadre chez News Corp. semble-t-il à la suite d'un différend avec le directeur, Roger Ailes . Pendant qu'il était cadre chez News Corp, Murdoch était directeur adjoint de l'exploitation de News Corporation, devenue par la suite la 21st Century Fox. Il supervisait HarperCollins.
En novembre 2009, Murdoch a acquis 50 % de Nova Entertainment via Illyria et en a pris la présidence. En septembre 2012, Illyria acquiert le reste des actions du groupe.
En mars 2014, Murdoch est nommé coprésident de News Corp. et 21st Century Fox ce qui est vu par les commentateurs comme un signe d’une prochaine transmission de l'empire médiatique de Rupert Murdoch à son fils. En juin 2015, il est nommé président exécutif de 21st Century Fox. À la suite de l'acquisition de Fox par Disney en mars 2019, Murdoch devient président-directeur général de Fox Corporation. En septembre 2023, le père de Murdoch annoncé qu'il quittera son poste de président de Fox Corp. et de News Corp. pour confier la direction des deux sociétés à son fils. Lachlan Murdoch devient l'unique président de News Corp. et reste président exécutif et PDG de Fox Corporation.
En 2023, à l'âge de 51 ans, il reprend la direction du groupe de son père.

## Vie privée
Murdoch épouse la mannequin et actrice australienne d'origine britannique Sarah O'Hare en 1999. Le couple a deux fils, Kalan Alexander, né le 9 novembre 2004, et Aidan Patrick, né le 6 mai 2006  , et une fille, Aerin Elisabeth, née le 12 avril 2010.

## Positionnement politique
Le fils ainé de Rupert Murdoch est considéré comme celui qui a les positions politiques les plus à proches de son père, alors que sa fraterie est perçue comme plus libérale, notamment parce qu’un autre fils et une fille du milliardaire ont reproché à la chaîne FoxNews son intrusivité dans le fonctionnement politique américain et ses effets sur la polarisation de la société américaine. James et Elisabeth sont clairement «plus centristes», selon Le Guardian . Lachlan est considéré comme partageant dans une large mesure la politique d'extrême droite de plus en plus affichée par la chaîne Foxnews lorsque celle-ci a pris parti pour la révolution « Make America Great Again » de Donald Trump. S’il n’est pas vu comme un authentique partisan de Trump pour 2024, on s’attend néanmoins à ce que sa chaîne supporte le candidat s’ il représente les républicains pour cette élection.